# Bothrogonia formosana
Bothrogonia formosana är en insektsart som beskrevs av Matsumura 1912. Bothrogonia formosana ingår i släktet Bothrogonia och familjen dvärgstritar. Inga underarter finns listade i Catalogue of Life.